# Biserica „Sfinții Îngeri” din Curtea de Argeș
Biserica „Sfinții Îngeri” din Curtea de Argeș este un monument istoric aflat pe teritoriul municipiului Curtea de Argeș. În Repertoriul Arheologic Național, monumentul apare cu codul 13631.04.

## Istoric și trăsături
Biserica reprezintă, prin formă și amplasarea turnului clopotniță peste pronaos, un armonios exemplu al arhitecturii religioase muntenești de secol XVII, caracteristice epocii lui Matei Basarab. Se remarcă frescele originale ale interiorului și plastica fațadelor, cu registre inegale, separate de brâu în ciubuc și dinți de fierăstrău.

## Imagini din exterior

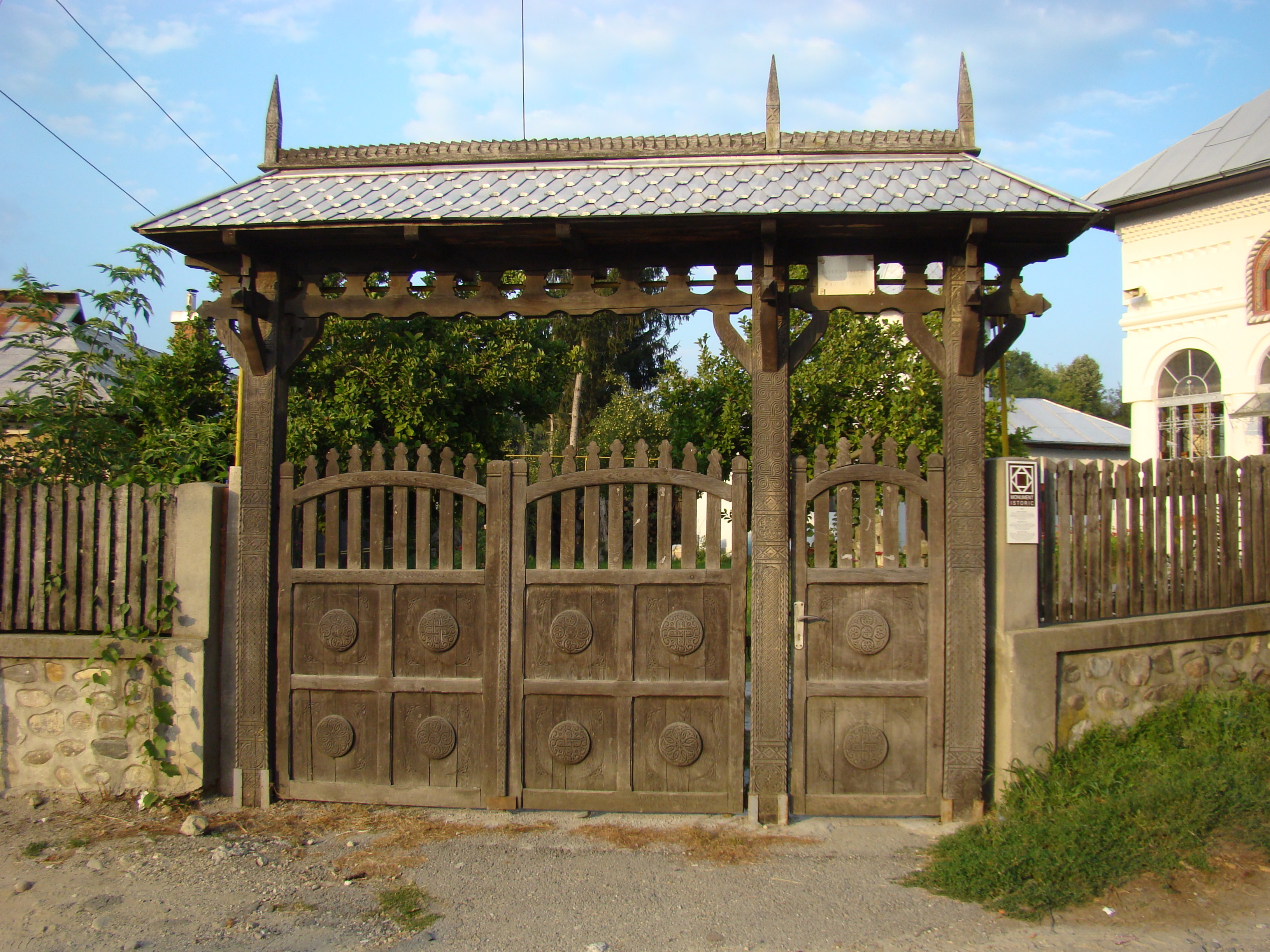
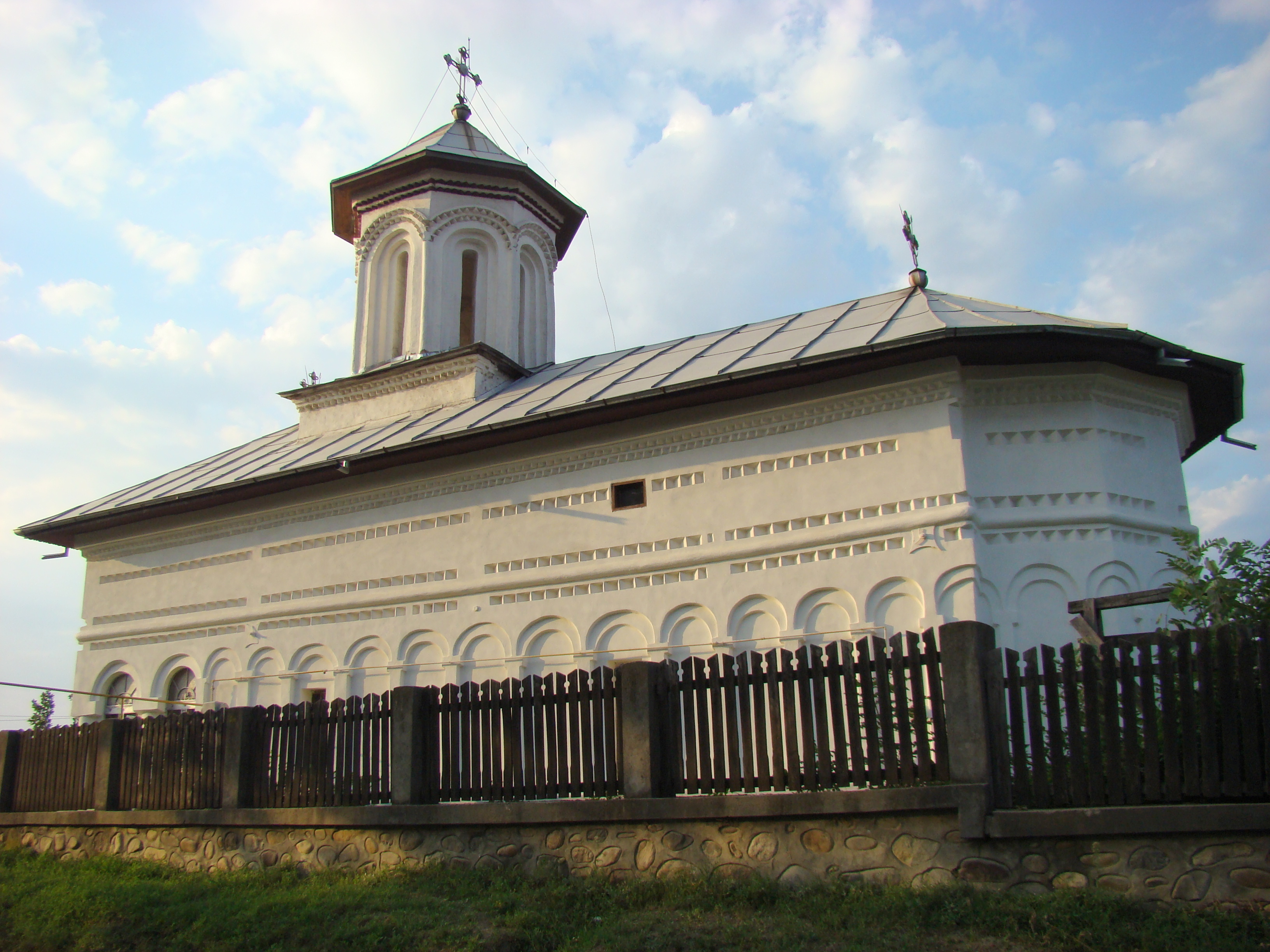
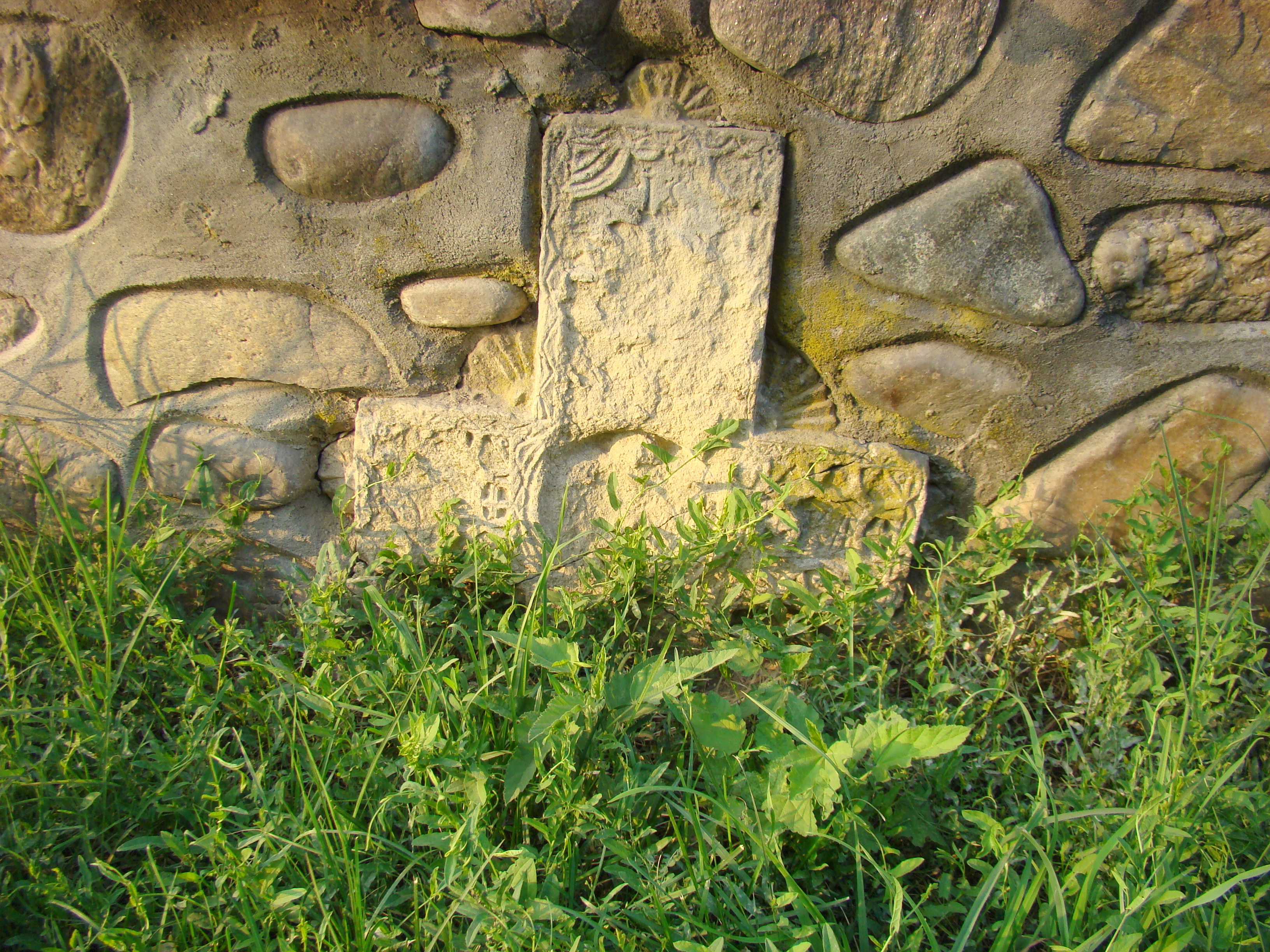
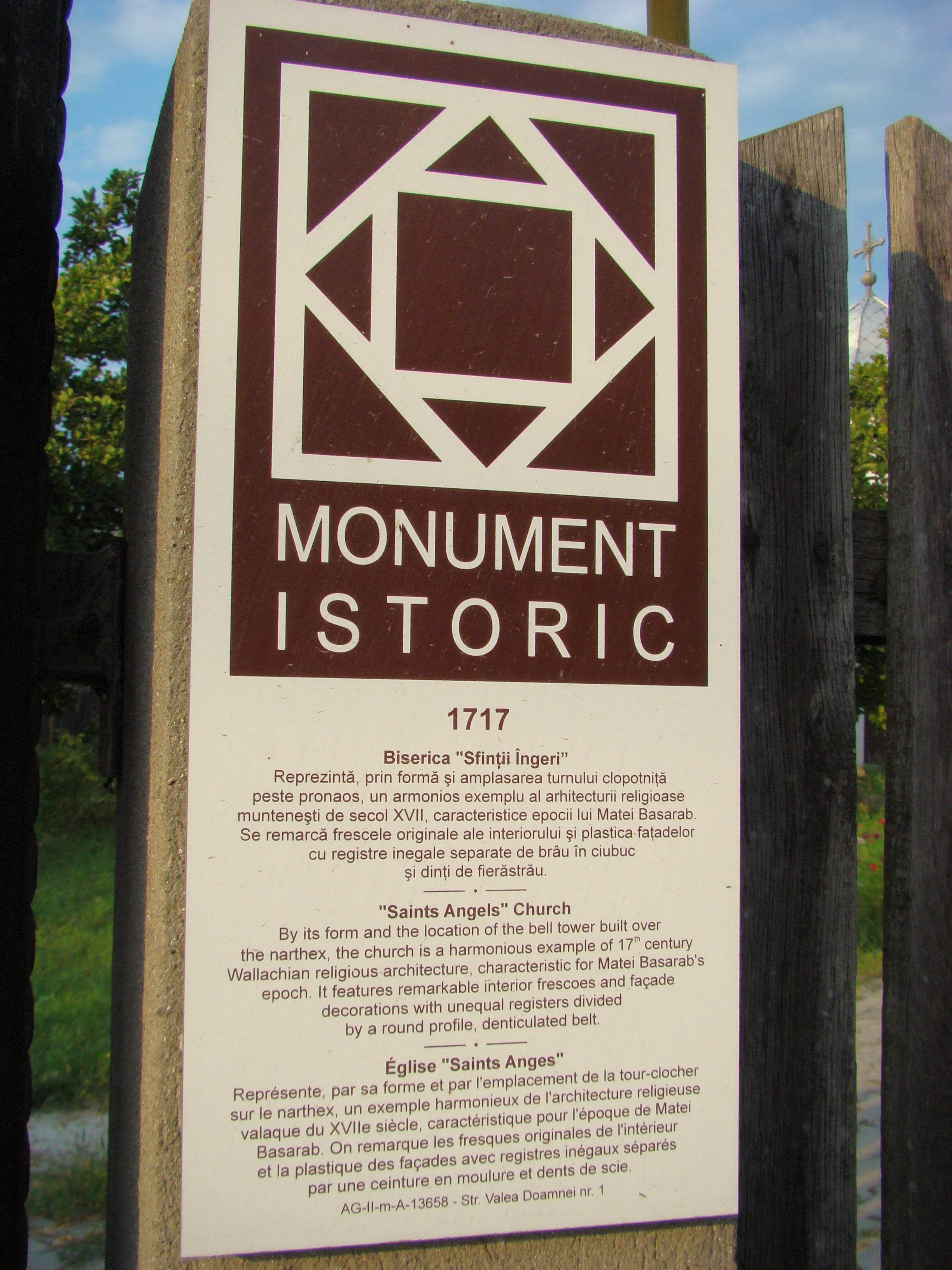
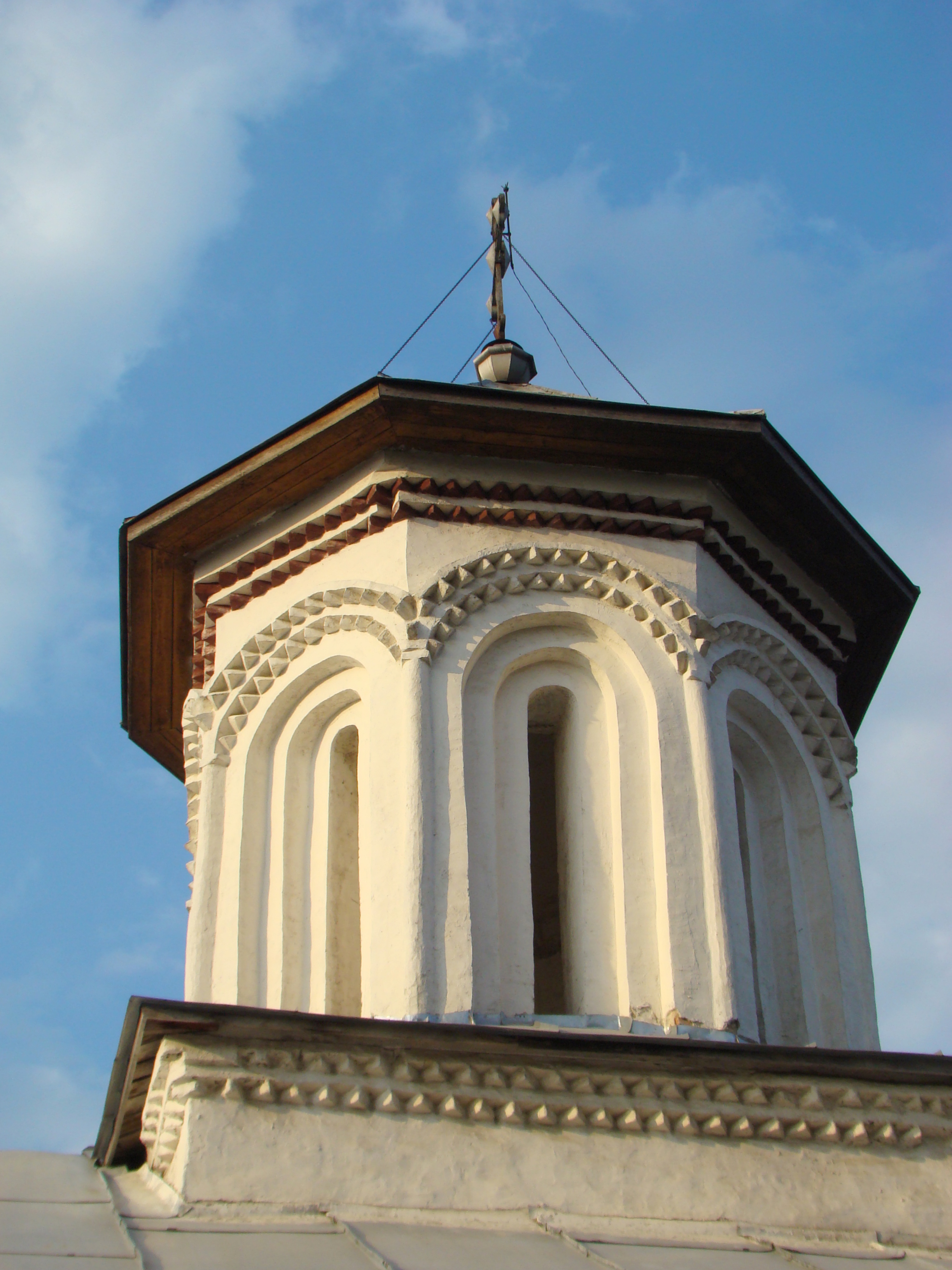
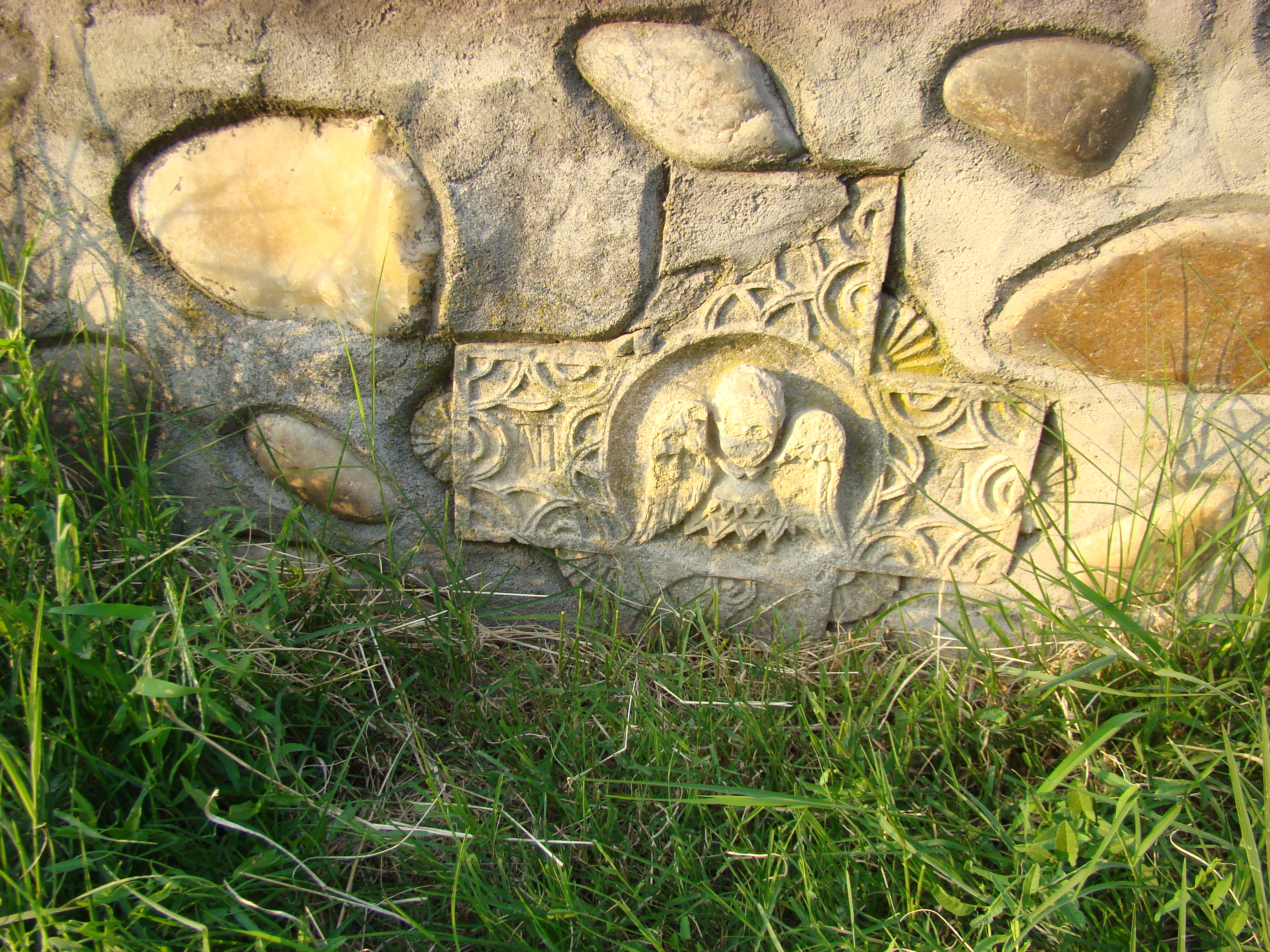
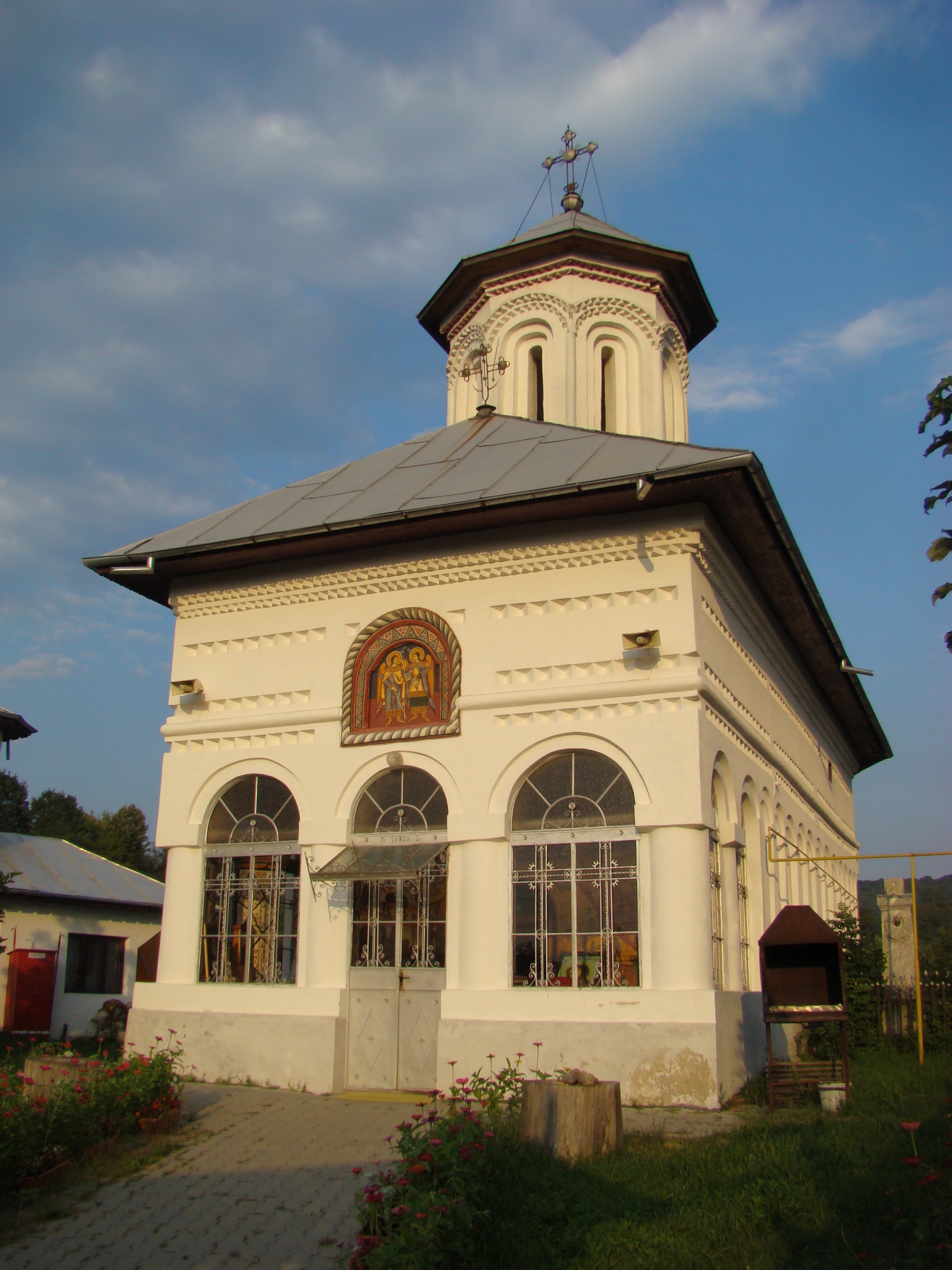
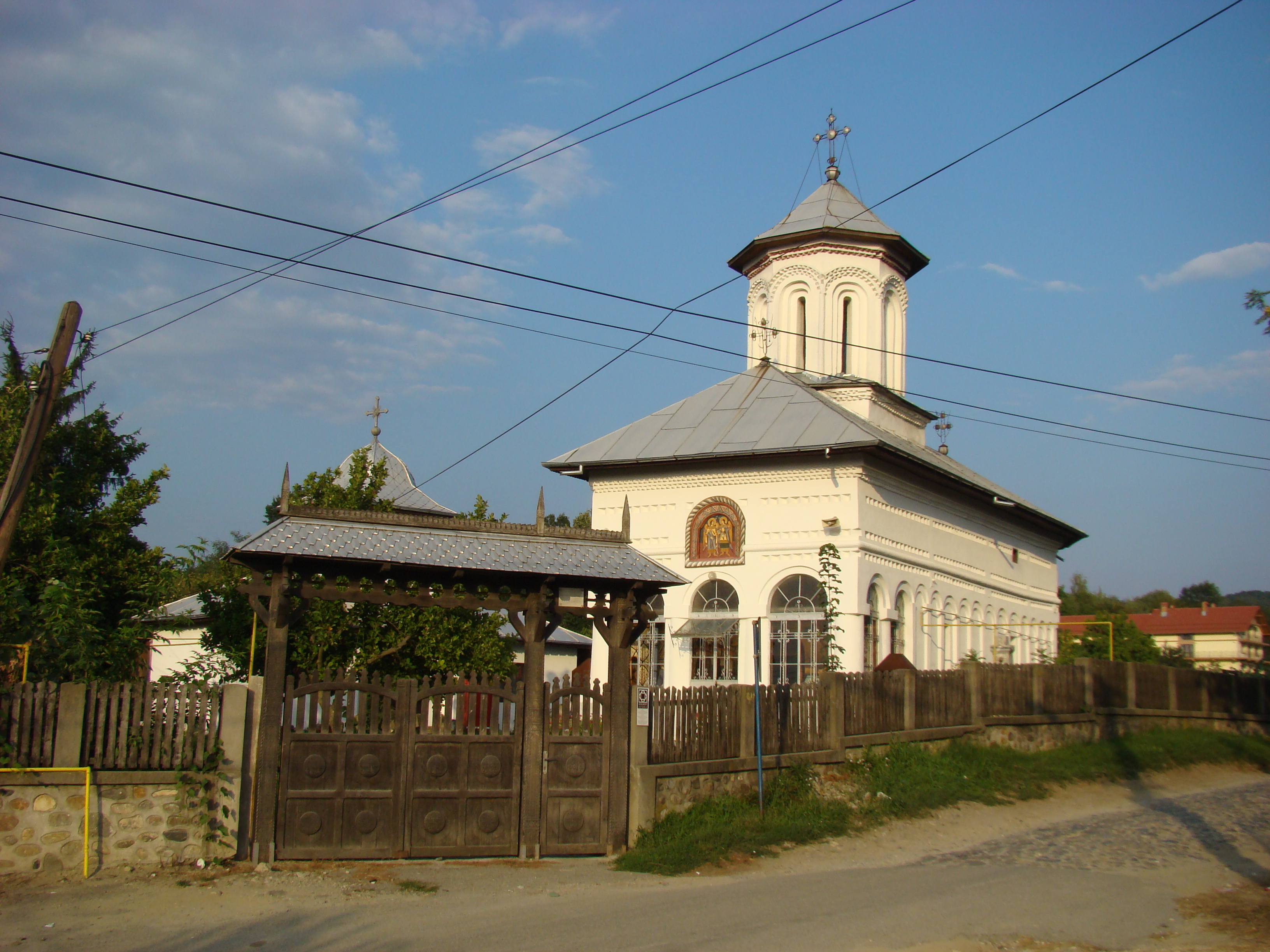

## Vezi și
- Curtea de Argeș